# Septotis podophyllina
Septotis podophyllina är en svampart som först beskrevs av Ellis & Everh., och fick sitt nu gällande namn av Arx 1970. Septotis podophyllina ingår i släktet Septotis och familjen Sclerotiniaceae.   Inga underarter finns listade i Catalogue of Life.